# Droga wojewódzka nr 625
Droga wojewódzka nr 625 (DW625) – droga wojewódzka łącząca Ełk ze wsią Wysokie, dalej z węzłem Kalinowo-droga ekspresowa nr S61.

## Miejscowości leżące przy trasie DW625
- Wysokie
- Golubka
- Sędki
- Ełk